# Dino Thiam
Alioune Dino Thiam (15 november 1977) is een Belgische handballer.

## Levensloop
Thiam werd geboren in Guinee.
Hij was actief bij OLSE Merksem, HC Herstal en ROC Flémalle. In 2009 maakte hij vervolgens de overstap naar het Nederlandse Limburg Lions. Later droeg hij onder meer het shirt van VOO HC Herstal-Flémalle ROC en Union Beynoise. Tevens was hij actief bij de Belgische nationale ploeg.